# Notoliparis kurchatovi
Notoliparis kurchatovi är en fiskart som beskrevs av Andriashev, 1975. Notoliparis kurchatovi ingår i släktet Notoliparis och familjen Liparidae. Inga underarter finns listade i Catalogue of Life.